# Ruszcza-Płaszczyzna
Ruszcza-Płaszczyzna – wieś w Polsce położona w województwie świętokrzyskim, w powiecie sandomierskim, w gminie Łoniów.
W latach 1975–1998 miejscowość administracyjnie należała do województwa tarnobrzeskiego.

## Zabytki
Park z XVIII w., wpisany do rejestru zabytków nieruchomych (nr rej.: A.699 z 19.12.1957).